# Dinuzulu kaCetshwayo
Dinuzulu kaCetshwayo, född 1868, död 18 oktober 1913 i Transvaal, var kung av Zululand från 1884 till sin död 1913. Han efterträdde sin far Cetshwayo, som var den siste zulukungen att erkännas av britterna.
Dinuzulu var far till zuluhövdingen Solomon kaDinuzulu och prinsessan Magogo kaDinuzulu, som blev en berömd musiker i zulutraditionen.

## Biografi
Efter anglo-zulukriget 1879, då Dinuzulus far Cetshwayo besegrades av britterna, delades zulufolkets territorium upp i 13 mindre områden. Vid Cetshwayos död 1884 utmanades Dinuzulu, som blott var 16 år gammal, av en rival i ett av dessa områden. För att säkra sin position som kung ingick Dinuzulu en allians med boerna, som genom det första boerkriget 1880–1881 hade utmanat britternas makt i Natal. Dinuzulu gav boerna ett område i norra Natal mot att de erkände honom som zuluernas ledare.
År 1890 togs Dinuzulu till fånga av britterna; han dömdes för förräderi och landsförvisades till Sankta Helena. År 1897 blev han benådad och återinsatt, nu som "lokalhövding". År 1906 gjorde emellertid zuluerna uppror under ledning av Bhambatha. Dinuzulu anklagades återigen för förräderi och för att ligga bakom upproret, och dömdes till fängelse.
År 1910 blev en före detta allierad till Dinuzulu, boern Louis Botha, premiärminister i den nyskapade Sydafrikanska unionen. Botha benådade Dinuzulu och lät honom leva livet ut på en gård i Transvaal.
Dinuzulu var den sista i en lång rad självständiga zuluhärskare som började med Shaka Zulu. Hans son, Solomon kaDinuzulu, som föddes på Sankta Helena, grundade senare föregångaren till den zulunationalistiska rörelsen och partiet Inkatha.